# 非合法作戦

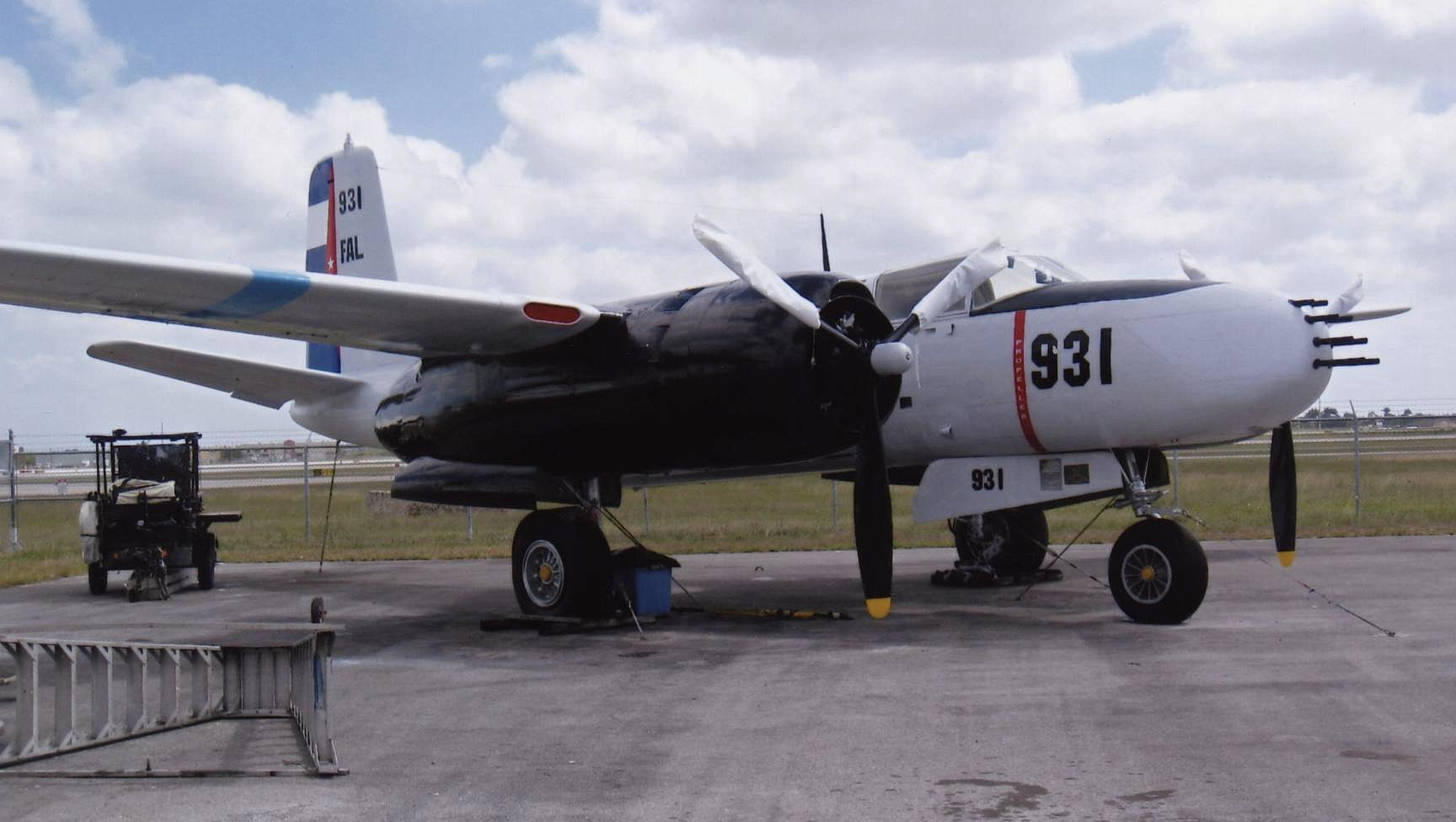
1961年4月、アメリカ空軍が支援する準軍事組織「2506部隊」が行ったキューバへの軍事侵攻に際して、キューバ空軍の色に塗装されたアメリカ・ダグラスA-26 Cインベーダー

非合法作戦（ひごうほうさくせん、black operation、black op、ブラックオプス）とは、政府機関や軍、準軍事組織による隠密活動・秘匿作戦であり、民間団体や私企業による活動も含まれる場合がある。「非合法作戦」の主な特徴は、作戦そのものが極秘であることと、それを実行する組織との関与は否定されることである。
軍が関わる作戦よりか情報機関が関わる作戦を表現する場合が多い。
このような活動は、単一の作戦であれば「ブラックバッグ作戦」と呼称されることがある。この用語は主に、人的諜報活動のひとつとして、情報を得るために建物や施設に秘密裏に侵入する作戦について述べる際に用いられる。このような作戦行動はFBI、CIA、KGB、モサド、MI6、MI5、ASIS、COMANF、DGSE、AISE、CNI、MSS、R&AW、DGFI、SVR、FSBや他の国の情報機関によって実施されていることが判明している。
「非合法作戦」と単なる「秘密作戦」との主な違いは、「非合法作戦」では、首謀者を秘匿したり、他の組織が責任を負うように見せかけたりするために、幾重もの偽装を施すことである（例：偽旗作戦）。

## 語源
「ブラック」という単語は、隠されたり秘密にされたりするあらゆる政府活動の総称として使われることがある。例えばアメリカでは、軍事機関や情報機関の活動の一部は機密扱いの「闇予算（black budget）」によって賄われ、その詳細や時には総額さえも国民や議会から監視・監督されることはない。

## 判明例
- レインボー・ウォーリア号事件 - グリーンピースの船「レインボー・ウォーリア号」はフランスの情報機関によって撃沈された。
- 2007年5月、ABCニュースとデイリー・テレグラフ紙は、アメリカ合衆国大統領ジョージ・W・ブッシュが中央情報局（CIA）に、イランの核開発計画を妨害し、同時に政権交代を促進するためにイランで「非合法作戦」を行うことを許可したと報じた[9][10]。ABCニュースはその後、この秘密作戦を報じたことで批判を受け、2008年の大統領候補であるミット・ロムニーは「イランでの秘密作戦に関するABCニュースの報道を見てショックを受けた」と述べたが、ABCニュース側はCIAとジョージ・W・ブッシュ政権（英語版）はこの情報を公表する計画を知っており、異議を唱えなかったと反論している[11]。
- 同年6月、CIAは「ファミリー・ジュエルズ（英語版）」と呼ばれる極秘文書の一部を機密解除し、1950年代から1970年代初頭にかけてCIAが行った違法な国内監視、暗殺計画、拉致、その他の「ブラック」作戦について詳述した。CIA長官のマイケル・ヘイデンは、この文書を公開した理由について、「（今とは）かなり異なる時代であり、非常に異なる（機能を示していた当時の）情報機関を垣間見せることができるからである」と説明している[12]。

## 大衆文化の中で
「ブラック・オペレーション」は、フィクション文学やハリウッド映画で人気のあるジャンルとなっている。スパイ映画やスパイ・フィクションのジャンルは、『地獄の黙示録』や『ゼロ・ダーク・サーティ』などの映画、ジョン・ル・カレやトム・クランシーなどの作家を含め、何十年にもわたって大きな支持を得てきた。そのような「ブラック・オペレーション」は、ビデオゲームでも重要なポイントとなっている。一例として、Activision社のFPSゲーム『コール オブ デューティ ブラックオプス』では、1960年代半ばから後半を舞台にし、フィデル・カストロ暗殺計画やバイコヌール宇宙基地襲撃の指揮など、秘密作戦を実行している。また、『ハーフライフ』とその拡張パック『Opposing Force』では、「ブラックオプス」と呼ばれる政府軍特殊部隊を敵対組織として登場させている。アニメや漫画の『NARUTO -ナルト-』では、何人かの主要な登場人物がメンバーや元メンバーであった「暗部」と呼ばれるブラックオプス部隊（暗殺戦術特殊部隊）が大きく取り上げられている。